# Gullspång
Gullspång este un oraș în Suedia.

## Demografie
| \| Evoluția demografică a zonei urbane Gullspång, 1970–2015 \| Evoluția demografică a zonei urbane Gullspång, 1970–2015 \| Evoluția demografică a zonei urbane Gullspång, 1970–2015 \| Evoluția demografică a zonei urbane Gullspång, 1970–2015 \| Evoluția demografică a zonei urbane Gullspång, 1970–2015 \| \| --------------------------------------------------------------------------------------- \| -------------------------------------------------------- \| -------------------------------------------------------- \| -------------------------------------------------------- \| -------------------------------------------------------- \| \| An \| \| \| Locuitori \| \| \| 1970 \| 1970 \| \| 1.331 \| 1.331 \| \| 1975 \| 1975 \| \| 1.467 \| 1.467 \| \| 1980 \| 1980 \| \| 1.381 \| 1.381 \| \| 1990 \| 1990 \| \| 1.293 \| 1.293 \| \| 1995 \| 1995 \| \| 1.358 \| 1.358 \| \| 2000 \| 2000 \| \| 1.193 \| 1.193 \| \| 2005 \| 2005 \| \| 1.175 \| 1.175 \| \| 2010 \| 2010 \| \| 1.167 \| 1.167 \| \| 2015 \| 2015 \| \| 1.568 \| 1.568 \| \| Sursa: SCB - Statistika Centralbyrån, Folkmängden per tätort. Vart femte år 1960 - 2016 \| \| \| \| \| |      |  |           |       |
| Evoluția demografică a zonei urbane Gullspång, 1970–2015 |      |  |           |       |
| An |      |  | Locuitori |       |
| 1970 | 1970 |  | 1.331     | 1.331 |
| 1975 | 1975 |  | 1.467     | 1.467 |
| 1980 | 1980 |  | 1.381     | 1.381 |
| 1990 | 1990 |  | 1.293     | 1.293 |
| 1995 | 1995 |  | 1.358     | 1.358 |
| 2000 | 2000 |  | 1.193     | 1.193 |
| 2005 | 2005 |  | 1.175     | 1.175 |
| 2010 | 2010 |  | 1.167     | 1.167 |
| 2015 | 2015 |  | 1.568     | 1.568 |
| Sursa: SCB - Statistika Centralbyrån, Folkmängden per tätort. Vart femte år 1960 - 2016 |      |  |           |       |